# Papiros de Oxirrinco

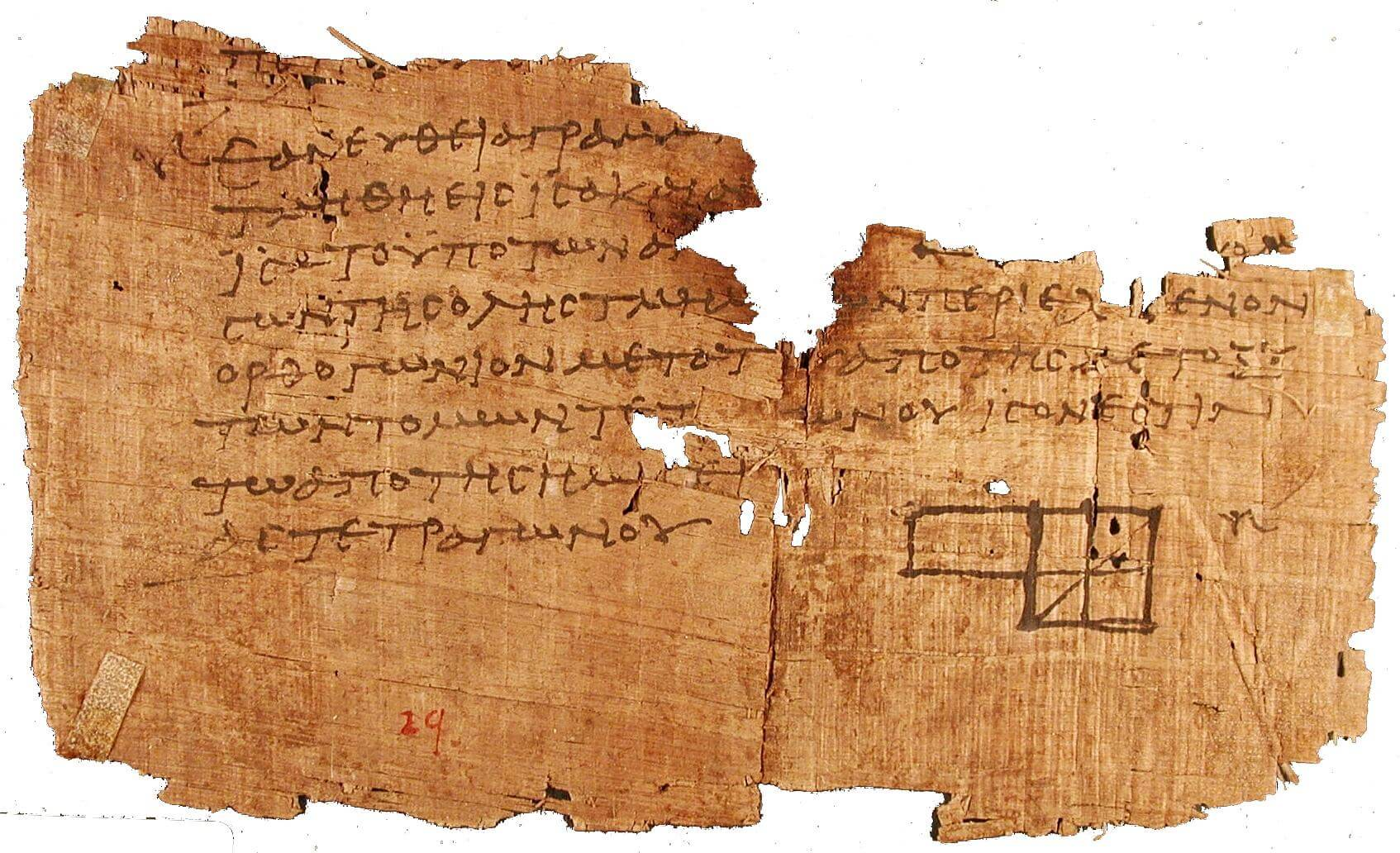
Papiro de Oxirrinco (P. Oxy. I 29) que muestra fragmentos de los Elementos de Euclides.

Los llamados Papiros de Oxirrinco son un grupo numeroso de manuscritos descubiertos desde 1897 por los arqueólogos Bernard Pyne Grenfell y Arthur Surridge Hunt en un antiguo vertedero de basuras cerca de Oxirrinco (coordenadas 28°32′N 30°40′E / 28.533, 30.667, actual El-Bahnasa) en Egipto. Previamente, ya en 1882, arqueólogos británicos comenzaron las excavaciones arqueológicas en la zona de Oxirrinco y descubrieron ese gran vertedero.

## Los textos manuscritos

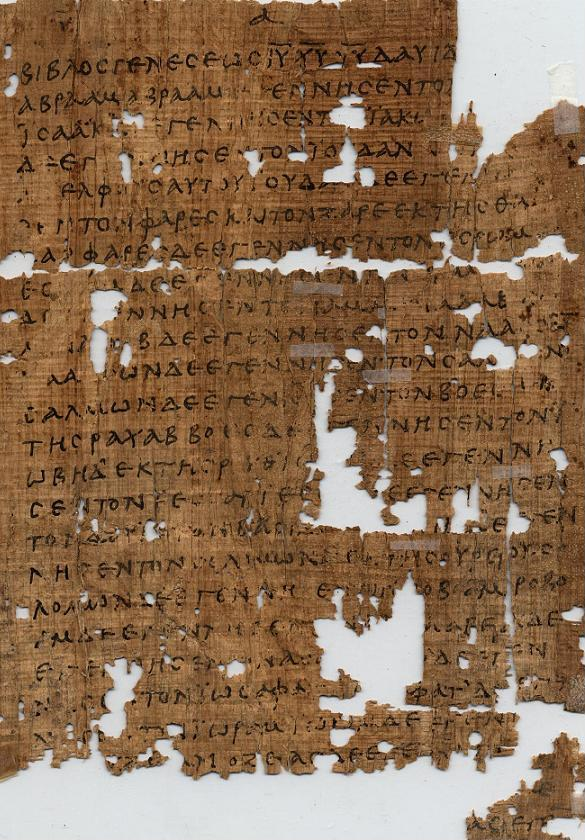
Papyrus P^{1}: Evangelio de Mateo 1.

Los papiros, que datan de los siglos I al VI, incluyen miles de documentos manuscritos en griego y latín, cartas y trabajos literarios. También se han conservado unos pocos pergaminos de vitela y más recientemente, manuscritos en idioma árabe en papel (por ejemplo, el medieval P. Oxy. VI 1006).
Están siendo recopilados desde 1898 en The Oxyrhynchus Papyri y el último volumen aparecido, el LXXII, data de 2008. Los Papiros de Oxirrinco se encuentran actualmente en diferentes instituciones, pero el grueso de ellos están en el Museo Ashmolean de la Universidad de Oxford.
Aunque la esperanza inicial de hallar muchas de las obras literarias perdidas de la antigüedad no se ha hecho realidad en grado sumo, se han encontrado importantes textos griegos, tales como poemas de Píndaro o fragmentos de Safo y Alceo de Mitilene, la Constitución de los atenienses de Aristóteles, meliambos de Herodas o las Odas de Baquílides, así como grandes fragmentos de Alcmán, Íbico y Corina.
Asimismo, se encontraron amplios restos de la Hipsípila de Eurípides, fragmentos de las comedias de Menandro y una gran parte de Los rastreadores de Sófocles. Otros hallazgos importantes fueron los diagramas más antiguos y completos de los Elementos de Euclides y la obra histórica conocida como la Hellenica Oxyrhynchia, de autor desconocido, pero que podría ser Éforo o, como otros muchos piensan, Cratipo de Atenas. También fue descubierta una vida de Eurípides por Sátiro el Peripatético, así como un epítome de siete de los 107 libros perdidos de Livio, este el más importante hallazgo literario en latín.
El dramaturgo ateniense Menandro (342 a. C.-291 a. C.), cuyas comedias fueron muy populares en la época helenística, fue el autor clásico más beneficiado por los descubrimientos de Oxirrinco, pues sus obras aparecen con frecuencia en los fragmentos de papiro. Entre sus obras descubiertas en Oxirrinco, figuran Misoumenos, Dis Exapaton, Epitrepontes, Karchedonios, Dyskolos y Kolax. Por estas obras, se elevó considerablemente el estatus de Menandro entre los clasicistas y estudiosos del teatro griego.

## Pieza musical
Entre los descubrimientos realizados en Oxirrinco, en 1918 se encontró una pieza musical de finales del siglo III, un himno en notación alfabética griega. Es de gran importancia por su antigüedad y porque después de ella y de otra, también del mismo siglo, el Papiro de Berlín 6870, no se volvieron a encontrar más obras musicales con una notación primitiva hasta el siglo IX.